# Barclaysville (Carolina del Norte)
Barclaysville es un área no incorporada ubicada del condado de Harnett en el estado estadounidense de Carolina del Norte. La comunidad fue una parada en la extinta Durham y Southern Railway y fue el sitio de Barclay-Barbee industria de la tienda naval.